# Cuango (Angola)
Cuango ist eine Ortschaft und ein Landkreis im Nordosten Angolas.

## Verwaltung
Die Kleinstadt Cuango ist Sitz eines gleichnamigen Landkreises (Município) in der Provinz Lunda Norte.
Der Kreis Cuango besteht aus zwei Gemeinden (Comunas):
- Cuango
- Luremo

Unter den Ortschaften des Kreises sind, neben dem Hauptort Cuango, insbesondere die zwei Kleinstädte (Vilas) Cafunfo und Luzamba zu nennen. Weitere Ortschaften sind Pone, Muanamawango, Firiquixi, Lumone und Muana-Cafunfo, u. a.

## Bevölkerung
Der Kreis hat etwa 64.000 Einwohner (Schätzung 2006). Die Einwohnerzahl gibt nur einen ungefähren Bevölkerungsstand wieder, da im Verlauf des Angolanischen Bürgerkriegs (1975–2002) durch Zwangsumsiedlungen und Vertreibungen erhebliche Bevölkerungsfluktuationen zu verzeichnen waren. Die für 2014 angekündigte Volkszählung soll fortan für eine verlässliche Datengrundlage sorgen.
Der Kreis wird überwiegend von der Bevölkerungsgruppe der Chokwe bewohnt, daneben leben hier Lunda, Baluba, Bangala und Kacare.

## Wirtschaft und Verkehr
Im Kreis werden Diamanten, Gold und Eisenerz abgebaut, insbesondere in Cafunfo und Luzamba.
Hauptanbauprodukt der Landwirtschaft im Kreis ist Maniok.
Die Kreisverwaltung betreibt einen kommunalen Flughafen, den Aeroporto de Cuango-Luzamba (IATA-Flughafencode: LZM, ICAO-Code: FNLZ).